# Antonio Ungar
Antonio Ungar (* 1974, Bogotá, Kolumbie) je kolumbijský spisovatel.

## Životopis
Žil v Bogotě, v džunglích Orinoka, v Evropě a v Jaffě v Izraeli. Pracuje pro několik kolumbijských novin a časopisů. V roce 2010 se podílel v pohraniční provincii Venezuely Arauca na kampani na podporu kultury místních obyvatel. Mottem kampaně a závěrečné konference s účastníky bylo Arauca Lee, Escribe Y Cuenta.

## Dílo
- Trece circos communes, Editorial Norma 1999
- De ciertos animales tristes, Editorial Norma 2000
- Zanahoria Volador, Alfaguara 2003
- Las orejas del lobo, Ediciones B 2004
- Trece circos y otros cuentos communes, Alfaguara 2010
- Miranda, anagramem 2010
- Kolumbiens Blut. Zur leidenschaftlichen Liebe zwischen Mittelstand und Revolution. V: Lettre International, 2013

## Ocenění
- 2005: Premio Nacional des Periodismo Simón Bolívar, Kolumbie
- 2010: Premio Herralde, Barcelona[1]